# Crisis (Punkband)
Crisis ist eine britische Punkband, die 1977 gegründet wurde und dem Sozialismus nahestand.

## Geschichte
Crisis wurde 1977 im englischen Guildford gegründet. In den 1970er-Jahren behauptete Rhythmusgitarrist Douglas Pearce, den Bassisten Tony Wakeford zur Gründung der Band animiert zu haben, in einem Interview von 2006 jedoch das Gegenteil. Die Band trat oftmals auf Rock-Against-Racism-Veranstaltungen auf. Pearce bezeichnete die Band sowohl als trotzkistisch als auch als Mischung aus Sozialisten, Kommunisten und Pazifisten. Ihre Texte waren politisch geprägt und richteten sich gegen die britische Regierung sowie den Nationalsozialismus. Crisis wurde sogar als „rotfaschistisch“ bezeichnet. Der Stil der Band wird von deathrock.com als rhythmisch, strukturiert und poetisch bezeichnet und mit dem von Bands wie Warsaw, UK Decay, The Royal Family und einigen Bands aus dem Umfeld des Labels Crass Records verglichen. Auf einen Vergleich mit der Band Crass („[Crass and Crisis] both signaled the end of punk as fun, spontaneity, massiveness and anarchy (as a way of feeling). In this new 'new wave' of punk, punk was seen as a tool of protest…“) angesprochen, äußerte Pearce, mit Crass nicht in Verbindung gestanden und sie zu Crisis-Zeiten nicht gekannt zu haben, und drehte eine Aussage aus dem Crass-Lied „Do They Owe Us a Living?“ um: „"Do they owe us a living?" Of course they fucking DON'T!“
Die Band löste sich 1980 auf. Pearce und Wakeford, die daraufhin zusammen mit Patrick Leagas die umstrittene Band Death in June, die das noch zu Crisis-Zeiten von ihnen geschriebene Stück All Alone in Her Nirvana in ihr Repertoire übernahm, gründeten, gaben als Grund an, von der Linken enttäuscht zu sein („Death In June war unsere Reaktion auf die Art und Weise, wie die Linke uns behandelt hatte“ – Pearce). Der Sound von Death in June war anfänglich im Post-Punk verankert, später wurde die Band zum Vorreiter des Neofolk. Nachdem Wakeford Death in June 1983 verlassen hatte, gründete er Above the Ruins und nach deren Auflösung Sol Invictus. Schlagzeuger Luke Rendle spielte nach dem Ende von Crisis zusammen mit Kirk Brandon von The Pack bei Theatre of Hate. Leadgitarrist Lester Jones gründete mit einigen Mitgliedern der Band Sex Gang Children Carcrash International. Pearce gab in einem Interview an, mit Ausnahme von Wakeford mit niemandem aus seiner Zeit in der Punkszene mehr in Kontakt zu stehen.
2005 erschien die CD Holocaust Hymns, die sämtliche Veröffentlichungen der Band in neu gemasterter Fassung sowie ein zwölfseitiges Booklet mit exklusiven Fotos aus Douglas Pearces privaten Archiven enthält, als Jewelcase.
2017 wurde die Band in veränderter Form reaktiviert und gab wieder Konzerte.

## Diskografie
- 1980: Hymns of Faith (EP, Ardkor Records)
- 1981: Holocaust - U.K. (EP, Action Group Records/Ardkor Records)
- 1997: We Are All Jews and Germans (Kompilation, World Serpent)
- 2005: Holocaust Hymns (Kompilation, Apop Records)
- 2008: Ends! (Livealbum, Neroz)
- 2014: Kollectiv (Kompilation, La Vida es un Mus)
- 2018: Paris '18 (Livealbum, kein Label)